# Elle Macpherson
Elle Macpherson, avstralski fotomodel, poslovna ženska, televizijska voditeljica in igralka, * 29. marec 1964, Killara, Sydney, Avstralija.
Elle Macpherson je najbolje prepoznavna po tem, da se je petkrat pojavila na naslovnici revije Sports Illustrated, natančneje na njihovi posebni izdaji, posvečeni plavalcem, prvič v osemdesetih, zato so ji nadeli vzdevek »Telo« (»The Body«). Poznana je tudi po tem, da je vodila in oglaševala mnoge svoje poslovne podvige, vključno z linijo spodnjega perila, naslovljeno Elle Macpherson Intimates in linijo izdelkov za nego kože The Body.
Leta 2010 je postala producentka oddaj Britanski in irski top model, trenutno pa je producentka NBC-jeve oddaje Fashion Star.

## Življenje in kariera

### Zgodnje življenje
Elle Macpherson se je rodila kot Eleanor Nancy Gow v Killari, predmestju Sydneyja, Avstralija, kot hči poslovneža in zvočnega inženirja Petra Gowa, ki je nekaj časa deloval kot predsednik sydneyjskega rugbijskega moštva Cronulla-Sutherland Sharks, in Frances, ki je, preden se je poročila, delala kot medicinska sestra. Ima sestro Mimi, poznano tudi kot Miriam Frances Gow, ki danes deluje kot okoljevarstvenica in poslovna ženska. Sestri sta odrasli v vzhodnem Lindfieldu na severni obali, kjer je Elle Macpherson obiskovala srednjo šolo Killara. Njuni starši so se ločili, ko je imela Elle Macpherson deset let. Njena mama se je kasneje ponovno poročila in zaradi administrativne napake, narejene pri vpisu v njeno novo šolo, se je njen priimek iz očetovega priimka, Gow, spremenil v priimek njenega očima, Macpherson.

### Vzpon k slavi kot fotomodel
Pri sedemnajstih se je vpisala v univerzo Sydney, kjer je nameravala študirati pravo. Da bi lahko plačala za knjige, je leto dni pred začetkom študija odpotovala v Združene države Amerike sprejela nekaj manekenskih del. Eno od njenih prvih del je bila vloga v reklami za pijačo Tab, s katero je postala v Avstraliji poznana po svoji podobi »nedolžnega sosedovega dekleta«. Kmalu zatem je odpotovala v New York City, kjer je podpisala pogodbo z modno agencijo Click Model Management.
Do leta 1986 se je Elle Macpherson že mnogokrat pojavila na naslovnici revijeTime, enkrat je bila številka posvečena le njej (nosila je naslov »Velika Elle«). Do takrat se je že pojavila na naslovnicah revij Cosmopolitan, Elle, Vogue, GQ, Harper's Bazaar in Playboy.
Elle Macpherson je javnosti postala bolj znana, ko se je večkrat pojavila na naslovnici revije Elle, kjer so jo šest let omenjali v popolnoma vsaki številki. Takrat se je, pri enaindvajsetih, poročila z Gillesom Bensimonom, kreativnim urednikom revije Elle.
Nazadnje je Elle Macpherson še več pozornosti pritegnila, ko se je petkrat (v letih 1986, 1987, 1988, 1994 in 2006) pojavila na naslovnici revije Sports Illustrated, natančneje na njihovi posebni izdaji, posvečeni plavalcem. Leta 2001 je skupaj z Naomi Campbell vodila tekmovanje za Miss Universe. Postala je celo tako popularna, da ji je avstralska vlada ponudilan položaj neuradne veleposlanice na njihovem turističnem komiteju. Jeseni leta 2010 je nastopila na modni reviji Louisa Vuittona in Marca Jacobsa v Parizu.

### Poslovna kariera
V osemdesetih je Elle Macpherson skupaj z Lindo Evangelisto, Christy Turlington, Tatjano Patitz, Naomi Campbell, Kate Moss, Pavlíno Pořízkovo in Cindy Crawford postala del nove generacije supermodelov. Leta 1989 je potem, ko se je pojavila na naslovnici revije Time, prejela naziv Elle »Telo« Macpherson. Ta vzdevek je kasneje uporabila še pri mnogih svojih poslovnih podvigih.
Leta 1994 je zapustila svojo agencijo Ford Models in ustanovila lastno agencijo, Elle Macpherson Inc. To podjetje je kasneje služilo za finančno in organizacijsko bazo za vse njene naslednje poslovne projekte.
Elle Macpherson je kmalu sama ustvarila izjemno uspešno kolekcijo koledarjev, vse pa so v letih 1992, 1993 in 1994 na televiziji spremljale še oddaje o snemanju slednjih. Zaradi uspeha slednjih je ustvarila lastno linijo posnetkov z vadbo, naslovljeno Vaša najboljša vadba: Telo.
Elle Macpherson je kasneje svoje poslovne podvige razširila še s tem, da je v sodelovanju s podjetjem Bendon Limited Apparel ustvarila lastno kolekcijo spodnjega perila, naslovljeno Elle Macpherson Intimates. Kolekcija modnega perila je požela veliko uspeha na mednarodnem trgu in postala najbolje prodajana kolekcija modnega perila v Veliki Britaniji in Avstraliji.
Partnerstvo med Elle Macpherson in podjetjem Bendon Limited Apparel je bilo eno od prvih partnerstev med fotomodelom in modno založbo. Leta 1989 jo je podjetje Bendon Limited Apparel najelo za oglaševanje njihove kolekcije spodnjega perila v Avstraliji. Takrat je Elle Macpherson videla priložnost, da spremeni njihovo strategijo in predlagala, da svoj sporazum z njimi licencirajo, tako da bi od tedaj naprej z njimi sodelovala pri ustvarjanju njihovih izdelkov, ki bi jih sicer prodajalo podjetje, vendar bi jih oglaševali pod njenim imenom. Čeprav je to dandanes precej pogosto, je bila takrat to dokaj nenavadna zamisel.
Elle Macpherson je prevzela pomembenjšo vlogo pri razvoju in vodenju podjetja, saj je vodja oddelka za trženje in vodja kreativnosti. Januarja 2010 je preko podjetja ustanovila tudi lasten brand. Ko je še dojila svojega drugega otroka, je ustvarila kolekcijo nedrčkov za doječe matere. Njen brand je zaslovel v 2000. letih, ko so ga oglaševali preko oddaje Naslednji ameriški top model.
Elle Macpherson je ustanovila tudi lastno linijo izdelkov za nego kože, naslovljeno »Elle Macpherson – Telo«, ki jo je izdala preko podjetja Boots, in preko branda Invisible Zinc izdala še lastno linijo krem za sončenje.
Poleg vseh njenih dolžnosti pri prodaji svojih izdelkov, je leto dni sodelovala pri vodenju oglaševalnega podjetja Hot Tuna, kjer je bila zadolžena za strategijo njihove prodaje. Marca 2008 je podpisala triletno pogodbo s kozmetičnim podjetjem Revlon, ki jo je imenovalo za svojo uradno globalno ambasadorko. Od takrat je bila vključena v mnoge oglaševalne kampanje tega podjetja.
Leta 2007 je BBC-jeva oddaja The Money Programme izdala dokumentarni film o poslovanju Elle Macpherson in o njenih naslednjih izdelkih, med drugim tudi o pripravi nove kolekcije spodnjega perila. Leta 2009 je Elle Macpherson pripravila govor in ga povedala ne srečanju mednarodnega združenja trgovcev.

#### Nagrade
Elle Macpherson je prejela mnogo nagrad za svoj uspeh v svoji poslovni karieri. Leta 2005 jo je revija Glamour imenovala za poslovno žensko leta; leta 2007 je prejela nagrado Everywoman Ambassador Award za svoj uspeh v poslovnem svetu; leta 2007 je prejela nagrado Underfashion Club's Femmy Award za oblikovalko modnega perila leta. Leta 2009 je na podelitvi nagrad Women's World Awards prejela nagrado za najboljšo kariero poslovne ženske.

### Igralska kariera
Elle Macpherson je svoj debitantski film posnela leta 1994, ko je v filmu Sirens zaigrala manekenko. V filmu so poleg nje zaigrali še Hugh Grant, Sam Neill, Tara FitzGerald, Kate Fischer in Portia de Rossi. Za svojo vlogo v filmu se je zredila za 9 kilogramov, da bi prikrila svojo atletsko postavo. Po filmu Sirenes je Elle Macpherson v naslednjih dveh letih zaigrala v mnogih filmih, kot so film Woodyja Allena, Alice, film Batman in Robin, kjer je zaigrala ob Georgeu Clooneyju, in film The Edge, kjer je zaigrala poleg Anthonyja Hopkinsa in film The Mirror Has Two Faces z Barbro Streisand.
Leta 1996 je Elle Macpherson vodila epizodo oddaje Saturday Night Live.
Leta 1999 je Elle Macpherson zaigrala v petih epizodah serije Prijatelji, kjer je zaigrala Joeyjevo cimro in punco, Janine Lecroix. Poleg tega, da je poleg Williama Hurta zaigrala v filmu Jane Eyre, je ob Benu Stillerju in Sarah Jessica Parker zaigrala še v filmu If Lucy Fell. Njena do danes najbolj kontroverzna vloga je bila vloga v Showtimeovi miniseriji A Girl Thing, v kateri je zaigrala žensko, ki skupaj z likom Kate Capshaw eksperimentira in se spogleduje z biseksualnostjo. Leta 2001 je zaigrala v italijanskem filmu South Kensington.
Elle Macpherson je igrala agentko fotomodelov Claudio Foster v CW-jevi britanski seriji The Beautiful Life, kjer so poleg nje zaigrali še Mischa Barton, Sara Paxton in Corbin Bleu. Serija je govorila o še neuspelih fotomodelih, ki poskušajo uspeti v New York Cityju in modni industriji.
Marca 2011 je poleg Garyja Linekerja zaigrala v reklami za oddajo Walkers Crinkles.

#### Britanski in irski naslednji top model
Julija 2010 je Elle Macpherson postala voditeljica oddaje Britanski in irski naslednji top model in tako prevzela vlogo, ki jo je prej imela Lisa Snowdon. Postala je tudi producentka oddaje. Poleg nje v oddaji redno nastopajo tudi modni oblikovalec Julien Macdonald, modna oblikovalka Whitney Port in fotomodel Tyson Beckford.

#### Fashion Star
Elle Macpherson je producentka in voditeljica NBC-jeve oddaje Fashion Star. Serija štirinajstim neznanim modnim oblikovalcem, ki jih poučujejo modne ikone, kot so Jessica Simpson, Nicole Richie in John Varvatos, omogoči, da svoje kolekcije izdajo preko pomembenjših trgovin, kot so: Macy's, H&M in Saks Fifth Avenue. Prvo sezono oddaje so predvajali na televiziji v petinsedemdesetih različnih državah.

### Dobrodelna dela
Elle Macpherson je evropejska ambasadorka organizacije RED, za katero je že nekajkrat skupaj z Bonom in Bobbyjem Shriverjem zbirala denar in ljudi opozarjala na globalni sklad za boj proti AIDS-u, tuberkulozi in malariji in pomaga pri izkoreninjevanju AIDS-a med ženskami v Afriki. Je tudi ambasadorka Unicefa. V svoji rodni Avstraliji je ambasadorka organizacije Smile Foundation, ki pomaga otrokom z redkimi boleznimi in organizira vladne raziskave le-teh. Sprejela je tudi delo fotomodela za mnoge dobrodelne prireditve ali za zbiranje denarja za najrazličnejše reči, na primer za žrtve poplav v Veliki Britaniji leta 2007 in za organizacijo Absolute Return for Kids, ki se bori za pravice otrok.
Leta 2012 je Elle Macpherson vodila za Skyjevo kampanjo za mednarodni dan žena.
Elle Macpherson je pokroviteljica nacionalnega društva za otroke alkoholikov (National Association for the Children Of Alcoholics - NACOA).

### Zasebno življenje
Elle Macpherson je leta 1984 na fotografiranju za revijo Elle spoznala Gillesa Bensimona. Poročila sta se maja 1986 in se ločila leta 1989; to je bil njen edini zakon.
Elle Macpherson ima dva sinova, Arpada Flynna Alexandra Bussona (roj. 14. februar 1998) in Aureliusa Cyja Andreo Bussona (roj. 4. februar 2003), ki sta se ji rodila v času njene zveze s francoskim finančnikom Arpadom Bussonom. Par se je februarja 2002 zaročil, a sta se julija 2005 razšla in skupaj izdala naslednjo izjavo: »Čeprav ostajava velika prijatelja, sva se odločila, da nekaj časa preživiva narazen. Imela sva in na veliko načinov še vedno imava čudovito razmerje, v katerem sta se nama rodila dva čudovita otroka. V to zgodbo ni vpletena še neka tretja oseba.«
Elle Macpherson s svojima sinovoma večino časa preživi v Združenem kraljestvu. Tekoče govori francosko in nekaj italijanščine in španščine.
Od leta 2010 do zgodaj leta 2012 je bila Elle Macpherson v zvezi s prodajalcem nepremičnin Jeffom Sofferjem.

#### Žrtev poskusa izsiljevanja
Po podatkih, ki jih je policija izdala preko spleta, sta med 11. in 22. julijem 1997 William Ryan Holt in Michael Mischler vlomila v dom Elle Macpherson v Los Angelesu, medtem ko je bila na poslovnem potovanju v Chicagu. Ukradla sta za 100.000 $ nakita, 6.000 $ v gotovini in nekaj fotografij, na katerih se Elle Macpherson pojavi gola. Par so 4. avgusta 1997 aretirali.
Michaela Mischlerja, 29, so na sodišču spoznali za krivega vloma in 
poskusa izsiljevanja. Obsodili so ga na šest let in osem mesecev zaporne kazni. William Ryan Holt, 26, bivši član vojnega letalstva Združenih držav Amerike, je bil, ko so ga aretirali, že na pogojnem izpustu. Na sodišču so ga spoznali za krivega poskusa izsiljevanja in ga obsodili na eno leto zaporne kazni.

## Filmografija
| Leto | Naslov                     | Vloga               | Opombe  |
| ---- | -------------------------- | ------------------- | ------- |
| 1990 | Alice                      | Fotomodel           |         |
| 1994 | Sirens                     | Sheela              |         |
| 1996 | If Lucy Fell               | Jane Lindquist      |         |
| 1996 | Jane Eyre                  | Blanche Ingram      |         |
| 1996 | The Mirror Has Two Faces   | Candice             |         |
| 1997 | Batman in Robin            | Julie Madison       |         |
| 1997 | The Edge                   | Mickey Morse        |         |
| 1998 | With Friends Like These... | Samantha Mastandrea |         |
| 2001 | A Girl Thing               | Lauren Travis       | TV film |
| 2001 | South Kensington           | Camilla             |         |

| Leto         | Naslov                                 | Vloga          | Opombe |
| ------------ | -------------------------------------- | -------------- | --- |
| 1996         | Saturday Night Live                    | Ona            | »Elle Macpherson/Sting« (sezona 21: epizoda 14) »John Goodman/Everclear« (sezona 21: epizoda 15) |
| 1999 – 2000  | Prijatelji                             | Janine LaCroix | »The One Where Phoebe Runs« (sezona 6: epizoda 7) »The One with Ross' Teeth« (sezona 6: epizoda 8) »The One Where Ross Got High« (sezona 6: epizoda 9) »The One with the Routine« (sezona 6: epizoda 10) »The One with the Apothecary Table« (sezona 6: epizoda 11) |
| 2008         | Ameriški naslednji top model           | Ona            | 10. krog: epizoda 3 |
| 2009         | The Beautiful Life: TBL                | Claudia Foster | Glavna vloga; serije po dveh epizodah niso več izdajali |
| 2010 – danes | Britanski in irski naslednji top model | Ona            | Voditeljica; resničnostna oddaja |
| 2012 – danes | Fashion Star                           | Ona            | Voditeljica; resničnostna oddaja |